# Quint Quinti Cincinnat (tribú consular 369 aC)
Quint Quinti Cincinnat (en llatí: Quintus Quinctius Cincinnatus) va ser un magistrat romà del segle iv aC. Formava part de la gens Quíntia i era de la família dels Cincinnats.
Va ser elegit tribú consular l'any 369 aC. Aquest any va portar la guerra altre cop a la ciutat de Velitres, però aquesta va resistir com havia fet en anys anteriors.